# Кантабрийский диалект
Кантабрийский диалект (кантабр. montañés или cántabru) — группа диалектов иберо-романской группы языков, употребляемых преимущественно в сельских районах испанской провинции Кантабрия, а также в некоторых пограничных с ней районах. Существует взгляд на кантабрийский как на самостоятельный язык романской группы, также как на диалект испанского (кастильского) либо астурлеонского языка.

## Название языка
В прошлом кантабрийский диалект был известен как «montañés» (название происходит от хребта La Montaña), именно под этим именем идиом фигурирует в первых серьёзных исследованиях, посвящённых ему. В последнее время наблюдается тенденция к всё более частому употреблению названия «cantabru», призванного подчеркнуть «кантабрийский» характер идиома, его принадлежность к культурному наследию всей Кантабрии, а не только региона Ла Монтанья.

## Количество говорящих
Количество людей, использующих cántabru в бытовом общении, в точности неизвестно. По-видимому, оно весьма невелико, и имеет тенденцию к сокращению, что ставит идиом на грань полного исчезновения. Среди носителей кантабрийского языка/диалекта преобладают пасьего.

## Социальный статус
Престиж cántabru в обществе достаточно низок. Он не пользуется никаким официальным признанием, даже таким ограниченным, как родственный ему астурийский язык. Многие политические деятели региона вообще отвергают его существование, рассматривая как «плохой кастильский». Среди защитников идиома — немногочисленные националистические организации «Единая Кантабрия» (кантабр. Unidad Cántabra), «Совет кантабрийских националистов» (кантабр. Conceju Nacionaliegu Cántabru), а также культурные организации подобные ADIC (Ассоциация защиты интересов Кантабрии). Есть организации созданные именно для защиты кантабрийского языка — среди прочих выделяется Aición pol Cántabru. Усилиями активистов этой организации были созданы курсы кантабрийского языка в двух крупнейших городах региона — Сантандере и Торрелавеге.

## Лингвистическая характеристика
И в фонетике, и в лексике кантабрийский демонстрирует сплав астурлеонских и кастильских (в том числе старокастильских) особенностей.

### Фонетика
Фонетические особенности кантабрийского, как это часто бывает в пересечённой горной местности, ощутимо варьируются. Но есть черты, свойственные всем описанным лингвистами вариантам идиома.
- сохранение народной латинской /u/ в конце слов, в противоположность кастильскому /o/ — «vieju» (исп. viejo — «старый»), «friu» (исп. frio — «холодный»)
- трансформация начальной латинской /f/ — в /j / (в противоположность астурийскому языку, где она сохранилась и кастильскому, где она трансформировалась в немую /h/) — «jasta» (исп. hasta — «до»), «jacer» (исп. hacer — «делать»). В некоторых случаях кантабрийское -j- звучит там, где в кастильском используется именно -f- — например, «jue» (исп. fue — пр. сов. от глагола ser — «быть»).
- развитая палатализация: /l/ и /n/ в начале слов превращаются в /ll/ и /ñ/ — /ll/ например «llar» (исп. lar — «очаг»), «ñeve» (исп. nieve — «снег»).

### Лексика
Уже первые исследования кантабрийского диалекта в начале XX века выявили ощутимый лексический пласт, отличающий его от литературного испанского языка (равно как и его основы — кастильского диалекта). Частично эта лексика является общей с астурлеонским языком, кроме того, присутствует множество кастильских архаизмов. Специфично кантабрийские слова и выражения относятся преимущественно к сельскому быту, природе, а также мифологии. Среди характерных примеров — «quima» (исп. rama — «ветка»), «tardíu» (исп. otoño — «осень»), «luetiga» (исп. lechuza — «сова-сипуха»), diañu (исп. «diablo» — дьявол, демон) и пр.

### Морфология
Достаточно широко используемые в кантабрийском наречии суффиксы -iegu-, -ecu- многие исследователи считают доиндоевропейскими по своему происхождению. Такие суффиксы крепятся к чисто индоевропейским корням — tierruca (исп. tierra — «земля») и т. д. Эта особенность кроме того, представлена в кантабрийской топонимике.

## Использование
В отличие от других языков и диалектов Испании использование кантабрийского в литературе было и остаётся очень ограниченным. Он присутствует в произведениях кантабрийских писателей-костумбристов (среди самых характерных — Мануэль Льяно) в виде речи персонажей или отдельных диалектных слов, в сборниках сказок, пословиц и т. п., отмечены также единичные попытки написания на кантабрийском целостных произведений — например стихотворения сантандерского поэта Висенте Гутьераса Эскудеро. В 1990-е годы популярная кантабрийская фолк-рок группа Luétiga сделала первую попытку использования кантабрийского на концертной сцене.

## Пример текста
- На кантабрийском:
«Un españíu jizu temblar el jayal. El miruellu voló largu. L’esquilu jospó nel ñial. Hebo otru españíu, y darréu otru. L’hombri, entós, mientris cayía conas manos abiertas, los güejos nel sinfinitu y el su cuerpu esvarciando por tolos laos sangri n’abondu, glarió una parabra, una parabra namás, que retingló y hui sigui retinglando ena viesca y en toa Asturias: „¡Libertá!“.»
- На астурлеонском:
«Un españíu fizo tremar el fayéu. El ñarbatu esnaló lloñe. L’esguil espaeció nel ñeru. Hebo otru españíu, y darréu otru. L’home, entós, mientres cayía coles manes abiertes, los güeyos nel infinitu y el so cuerpu remanando per tolos llaos abonda sangre, glayó una pallabra, una pallabra namás, que resonó y güei sigue resonando na biesca y en toa Asturies: „¡Llibertá!“.»
- На испанском:
«Un estallido hizo temblar el hayedo. El mirlo voló lejos. La ardilla desapareció en el nido. Hubo otro estallido, y luego otro. El hombre, entonces, mientras caía con las manos abiertas, los ojos en el infinito y su cuerpo vertiendo por todas partes mucha sangre, gritó una palabra, sólo una palabra, que resonó y hoy sigue resonando en el bosque y en toda Asturias: „¡Libertad!“.»